# Женщина с моря
«Же́нщина с мо́ря» («Дочь моря») — пьеса Г. Ибсена, написанная в 1888 году в Мюнхене. Премьера состоялась 12 февраля 1889 года в Христиании и Веймаре.

## Действующие лица
- Доктор Вангель
- Эллида
- Болетта
- Хильда
- Арнхольм
- Лингстранд
- Баллестэд
- Неизвестный

## Сюжет
В небольшом курортном городке в Норвегии живёт семейство доктора Вангеля: две дочери от первого брака (Болетта старшая сестра, а Хильда — младшая), сам доктор Вангель и его вторая жена Эллида. Между мачехой и девочками нет взаимопонимания. Они даже дни предпочитают коротать отдельно друг от друга: девочки на веранде, а Эллида - в собственной беседке в саду. У неё с доктором был общий ребенок, который умер несколько лет назад.
Летом в городе много туристов; некоторые приезжают за лечением, например, Лингстранд - молодой человек, мечтающий стать скульптором, который лечится от одышки. Этот восторженный юноша заводит знакомство с семьей доктора и иногда заходит к ним, чтобы проконсультироваться у доктора или провести время в беседах с дамами.
Однажды в гости к доктору приезжает старый друг семьи — Арнхольм. Прежде он занимался танцами с Болеттой и нравился девушке. Также 10 лет назад он сватался к Эллиде, когда та была ещё девушкой и жила у моря. Она отказала ему, но не назвала причины. Теперь, оставшись наедине с Арнхольмом, она говорит ему, что была влюблена в другого. Но в кого — она открыть не может. К их беседе присоединяется Лингстранд, который рассказывает о своей будущей скульптуре. Это должна быть молодая жена моряка, которая изменила ему, пока он был в плавании. Он утонул тогда же и поднялся со дна морского, чтобы упрекнуть её. Сюжет очень возбуждает слушателей, особенно Эллиду, она просит рассказать, откуда у юноши такие мысли. Лингстранд с готовностью поведал им одну историю о том, как после смерти матушки отец пристроил его на судно. Там юноша познакомился с боцманом, американцем, который, чтобы выучить норвежский, всё читал старые газеты. Однажды они остались одни в каюте, и тот прочёл в газете, что его невеста вышла за другого. Тогда он поклялся отомстить ей, даже если вдруг попадет на дно. Так вышло, что в этом же плавании корабль потерпел крушение, и дальнейшей судьбы боцмана Лингстранд не знал.
Вечером вся компания отправляется гулять в горы. Эллида с Вангелем остаются наедине. Она рассказывает мужу о том, что её гложет: 10 лет назад, когда Эллида жила у маяка, она влюбилась в моряка, который назвался Фриманом. Он убил капитана на своём судне и был вынужден вскоре покинуть её, но прежде нанизал их кольца на кольцо для ключей и бросил в море, что стало для них "обручением". Затем он уехал, но продолжал писать ей, а она уже не хотела быть его женой. Но письма о расторжении их союза мужчина оставлял без внимания. Вскоре они прекратились. Так Эллида вышла за Вангеля и родила ему ребенка три года назад. У младенца были глаза, которые меняли цвет в зависимости от состояния фьорда. Так же глаза менялись и у Фримена. Тогда женщина снова почувствовала себя в его власти. По свидетельству Лингстранда, именно три года назад и произошла та история на судне. Доктор предлагает жене переехать назад на маяк, но она отказывается.
На другой день Болетта беседует с Арнхольмом в саду, когда приходит возбужденная после прогулки на лодке с Вангелем Эллида. Она не может найти его. В этот момент в порт приходит английское судно. Болетта отправляется на поиска отца, опасаясь, что он зайдет выпить на корабль. Эллида остаётся одна, в этот момент к ней подходит неизвестный гражданин. Он сообщает, что пришел за ней, несмотря на то, что она замужем. Подошедший вскоре Вангель пытается вмешаться в беседу, но незнакомец игнорирует его. Он даёт Эллиде время до следующей ночи, когда она должна дать окончательный ответ. Он обещает навсегда исчезнуть из её жизни, если она через сутки не согласится по доброй воле уйти с ним.
Доктор Вангель рассказывает обо всём Арнхольму, просит его совета.
Лингстранд беседует с Болеттой о браке, и просит её думать о нём, когда он уедет. Так, по его мнению, он скорее добьется успеха, если будет знать, что где-то живёт девушка и думает о нём.
На другой день Эллида просит мужа отпустить её, потому что она хочет иметь свободу выбора этой ночью. Вангель обещает отпустить её, но после того, как незнакомец уедет. Вечером вся компания катается на лодке по пруду, затем расходятся парами. Арнхольм делает предложение Болетте, Лингстранд признаётся Хильде, что просил её сестру думать о нём, но не собирается на ней жениться. Эллида ждёт возвращения английского судна. Появляется незнакомец, Вангель решается отпустить Эллиду. Женщина, получив свободу выбора, решила остаться с мужем. Моряк поспешил на свой корабль. А Эллида осталась в своём доме, где решила найти общий язык с падчерицами.

## Постановки в России
- 17 января 1903 — Новый театр Л. Б. Яворской. В роли Эллиды — Яворская.
- 21 ноября 1905 — Михайловский театр. Реж. М. Е. Дарский, худ. А. Я. Головин.
- 1909 — Передвижной театр П. П. Гайдебурова и Н. Ф. Скарской. В ролях: Эллида — Скарская, Вангель — Гайдебуров, Люнгстранн — А. Я. Таиров.
- 1917 — «Дочь моря». Александринский театр. Реж. В. Э. Мейерхольд и Н. А. Стравинская.
- 1999 - Пензенский областной драматический театр (режиссер В. Агеев)
- 2007 — Московский Художественный театр. Реж. Ю. Еремин.